# Jüdische Gemeinde Fulda
Die Jüdische Gemeinde Fulda ist die jüdische Gemeinde von Fulda. Sie zählt heute rund 450 Mitglieder.

## Geschichte

### Fuldaer Juden in Mittelalter und früher Neuzeit
Die Forschung geht davon aus, dass sich Menschen jüdischen Glaubens schon sehr früh im Bereich des Fuldaer Klosters angesiedelt haben, zumal sie Fulda auf ihrem Weg von Frankfurt am Main nach Thüringen passieren mussten. Den ältesten Nachweis einer größeren Zahl von Juden in Fulda erhalten wir 1235 durch eine blutige Mordtat, der mehr als 30 Juden zum Opfer fielen und die zu einer kaiserlichen Gerichtsverhandlung führte. Die Tat blieb ungesühnt. Ein ähnlicher Vorfall ist von 1297 überliefert. Der Fuldaer Abt Heinrich V. von Weilnau erhielt 1310 von König Heinrich das Recht verliehen, von „allen derzeit und künftig in den Städten und Orten des Stiftes lebenden Juden von diesen zu zahlenden Steuern und Abgaben zu erheben“. Seit der Zeit wurden mit Schutzbrief ausgestattete Juden in Fulda geduldet, auch wenn sie keine vollen Bürgerrechte hatten, hohe Abgaben zahlen mussten und ihnen der Zugang zu zünftigen Berufen verwehrt blieb. Aus dieser Zeit stammte auch der ehemalige jüdische Friedhof, der sich an der Ecke Rabanusstraße/Sturmiusstraße befand. 
1603 wurde das Rabbinat in Fulda durch die Taqqanah eines Rabbinerkonventes in Frankfurt am Main neben Frankfurt, Worms, Friedberg und Günzburg als einer der fünf zentralen jüdischen Gerichtshöfe für „alle deutschen Gebiete“ bestimmt. In Fulda befand sich auch eine berühmte Talmudschule (Jeschiwa). 
Auch nach den Wirren der Reformationszeit und dem Dreißigjährigen Krieg gab es noch eine jüdische Gemeinde, wie ein noch im 20. Jahrhundert vorhandener Grabstein von 1665 zeigte. Die Juden lebten damals in einem besonderen Stadtviertel von Fulda. 
1751 wurde eine Judenordnung erlassen. Der deutsch-jüdische Familienname "Fuld", auch "Fould" geschrieben, stammt als Herkunftsname von der Stadt Fulda, ebenso der Familienname "Fulda".

### Jüdische Emanzipation im 19. Jahrhundert
Infolge der Französischen Revolution setzte sich im 19. Jahrhundert allmähliche die Gleichberechtigung der Juden auch in Fulda durch. 

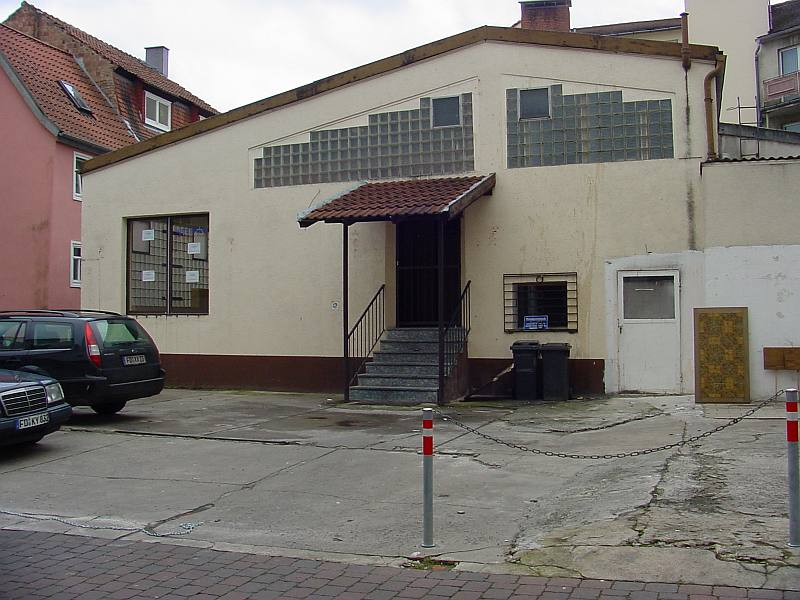
Stelle, an der die Synagoge bis 1938 stand

1858 bis 1859 wurde im Judenviertel eine Synagoge erbaut. 
1890 wurde die Synagoge durch eine noch erhaltene Mikwe, ein rituelles Bad, erweitert. Im Keller des später gastronomisch genutzten Gebäudes sind die Badeanlagen noch zu sehen.

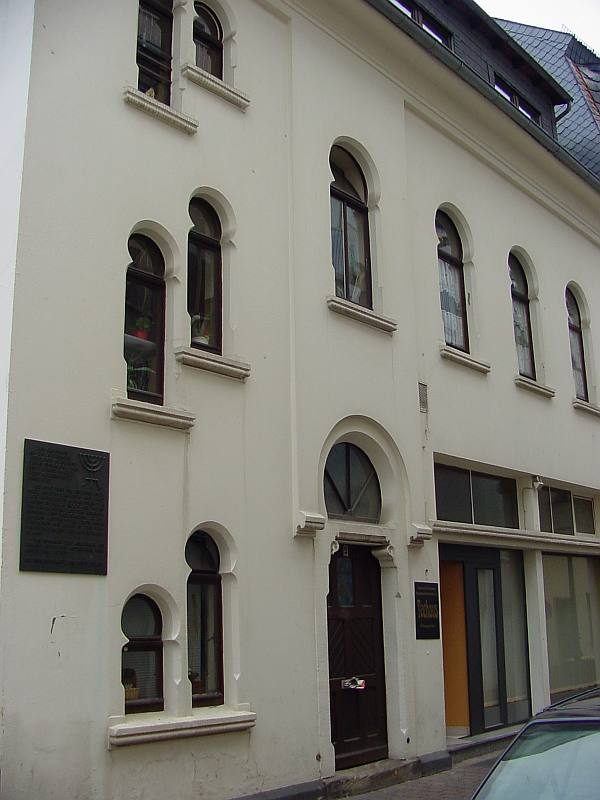
Das Haus der ehemaligen Mikwe

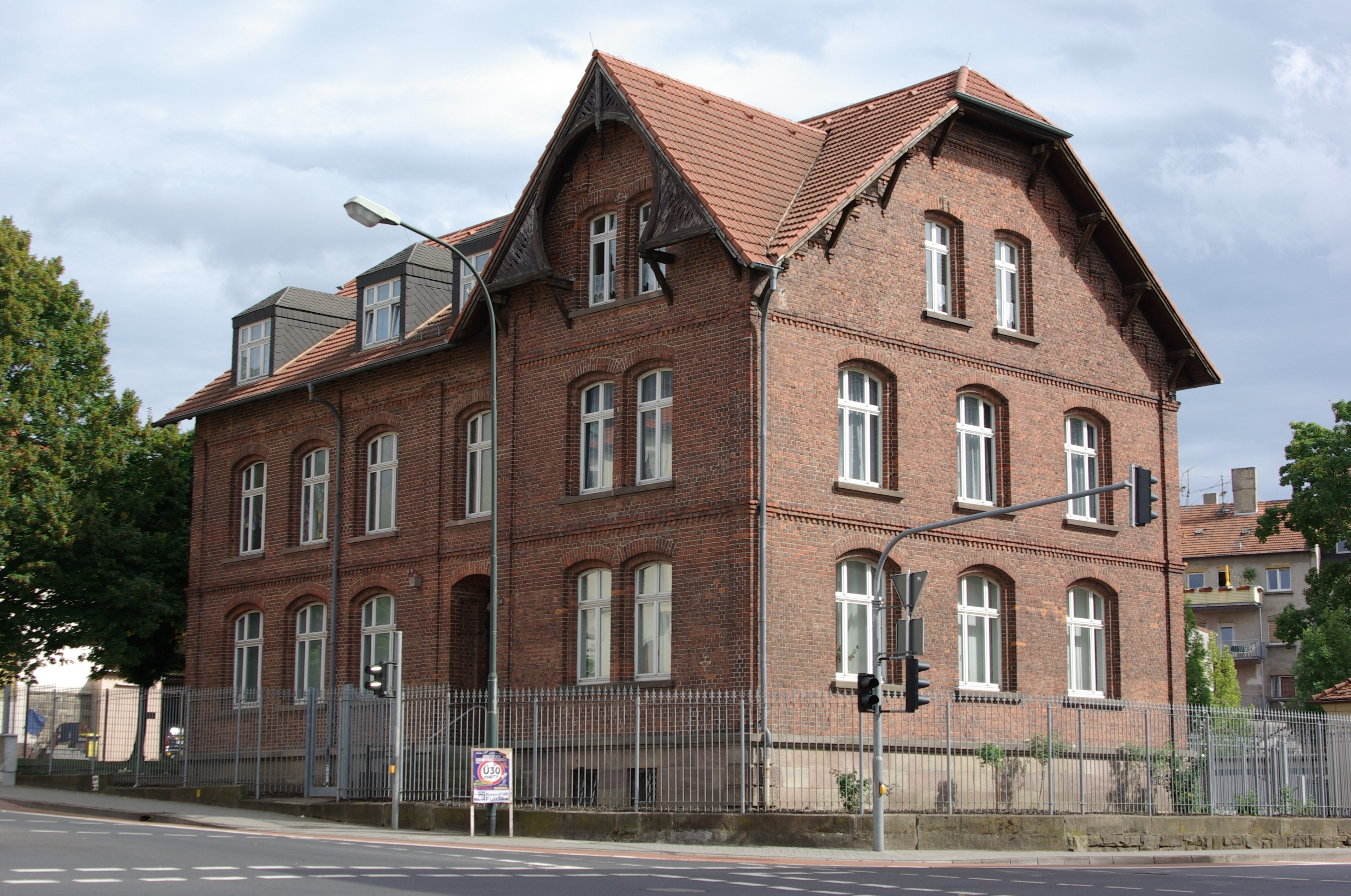
Die ehemalige Jüdische Schule, heute Gemeindezentrum

1898 wurde eine jüdische Volksschule in einem Neubau in der Von-Schildeck-Straße 10 / Rangstraße eingerichtet. Der Bau wurde vom Architekten und Stadtbaumeister Johann Fuhrmann projektiert. Es ist ein zweigeschossiger Backsteinbau mit Krüppelwalmdach. Der Sockel ist aus Sandstein. Am Giebel befindet sich ein Freigespärre mit Stichsägearbeiten, das dem Schweizerstil zuzuordnen ist. Es stellt in seiner Form ein großes Omega dar, dem Zeichen für Anfang und Ende. Hier wirkten der Lehrer Jakob Spiro (bis 1910), Iwan Möller bis (1939), Abraham Raphael Sonn (ab 1919). Sonn wurde 1942 ins KZ Theresienstadt deportiert und die Schule geschlossen. 
1900 wurde von dem Architekten Karl Wegener ein jüdisches Altersheim errichtet. 
1904 folgte die Anlage eines neuen jüdischen Friedhofs, auf dem heute auch die Bestattungen stattfinden.
Die Zahl der Gemeindemitglieder vor dem Ersten Weltkrieg betrug über 1000.

### Vernichtung der Gemeinde während der Zeit des Nationalsozialismus
Zu Beginn des Jahres 1933, wenige Tage vor der sogenannten Machtergreifung der Nationalsozialisten, lebten in Fulda, das damals etwa 28.000 Einwohner zählte, 1.119 Menschen jüdischer Religionszugehörigkeit. Sie hatten fast alle die deutsche Staatsangehörigkeit, etwa die Hälfte von ihnen war in Fulda geboren, viele Familien lebten schon seit Generationen in der Stadt. Die Terrorisierung und systematische Entrechtung der jüdischen Bevölkerung führte zu einer kontinuierlichen Abwanderung in andere Orte, zunächst vor allem innerhalb Deutschlands, seit 1935 aber gezielt in die Emigration. Zum Jahresende 1933 wurden noch 1.029 Fuldaer Juden gezählt, 1934 waren es 961, 1935: 925, 1936: 873, 1937: 780, 1938: 613, 1939: 310, 1940: 265, 1941: 115.
Überlagert wurde die Abwanderung aus Fulda durch den Zuzug von insgesamt etwa 600 Juden, die überwiegend aus den ländlichen Regionen der näheren Umgebung stammten und offenbar in der Anonymität einer größeren Stadt Schutz vor den Nachstellungen ihrer Nachbarn auf den Dörfern suchten.
Bevorzugtes Emigrationsland waren die USA. Nach dorthin meldeten sich von 1935 bis 1941 278 Personen ab; nach Palästina gingen 212, nach England 187 Fuldaer Juden. Sie dürften sich ebenso in Sicherheit gebracht haben wie jene, die nach Argentinien, Brasilien, Paraguay, Kuba und nach Südafrika emigrierten. Ungewiss ist das Schicksal derjenigen 92 Personen, die nach Holland und Frankreich verzogen. Im Jahre 1939 wurden 14 Menschen von der sicheren Schweiz aufgenommen.
Bereits am 28. Oktober 1938 gab es in Fulda die erste Deportation. Betroffen waren 47 Juden polnischer Nationalität, darunter auch 16 Kinder und Jugendliche unter 16 Jahren, die nach Polen abgeschoben werden sollten („Polenaktion“). Grundlage war ein Befehl des Reichsführers der SS vom 26. Oktober 1938 zur Ausweisung aller Juden polnischer Staatsangehörigkeit aus dem Gebiet des Deutschen Reiches. Nachdem man den Betroffenen nur einen Tag Zeit gegeben hatte, um das Notwendigste zu packen, wurden sie mit dem Bus von Fulda nach Kassel gebracht, um von dort an die polnische Grenze weitergeleitet zu werden. Da sich das damals noch selbständige Polen weigerte, die Vertriebenen aufzunehmen, kamen sie wieder nach Fulda zurück. Ihr Schicksal ist gut dokumentiert, da sich ein ausführlicher Schriftwechsel der Behörden erhalten hat. Hierbei ging es nicht um die Menschen, sondern um die Frage, wer die Deportation zu bezahlen habe. Man einigte sich schließlich darauf, den Zurückgekehrten die Transportkosten ihrer Vertreibung in Rechnung zu stellen. 
Während der Novemberpogrome 1938 wurde die Synagoge von NSDAP-Mitgliedern aus Fulda und dem Kasseler Raum in Brand gesetzt. Die Fuldaer Feuerwehr schützte nur die umliegenden Wohnhäuser, die auch heute noch, wie die angrenzende Mikwe, in der Gasse erhalten sind. Das jüdische Altersheim wurde im gleichen Jahr geschlossen. 1939–40 wurde auch der alte jüdische Friedhof zerstört, die Grabsteine entfernt und ein Park angelegt. 
Ab dem 15. Oktober 1941 wurden alle verbliebenen Juden mit dem Judenstern öffentlich gekennzeichnet. 
In drei Deportationszügen, am 8. Dezember 1941, 31. Mai 1942 und 5. September 1942 wurden 243 jüdische Männer, Frauen und Kinder in die Vernichtungslager Salaspils bei Riga, Lublin und Theresienstadt, später nach Auschwitz verschleppt und dort ermordet.

### Erinnerung und Neubeginn nach 1945
1960 wurde auf einem Teil des Geländes des alten jüdischen Friedhofes ein Gebäude errichtet, das als Zollamt dient. Im Keller des Gebäudes wurde ein Gedenkraum eingerichtet, an dem eine Gedenktafel mit folgender Inschrift angebracht ist: Dieser Raum sei geweiht der Erinnerung an die Seelen aller Heiligen, Frommen und Großen in Israel, aller Männer und Frauen der altehrwürdigen Gemeinde Fulda, die hier ihre Ruhestätte fanden bis zur gewaltsamen Auflösung des Friedhofes zur Zeit der Schreckensherrschaft.
Eine weitere Gedenktafel wurde an der Ecke des verbliebenen Parks aufgestellt. Hier erinnerte in den Jahren 1975 bis 1988 die örtliche Gruppe der Vereinigung der Verfolgten des Naziregimes jeweils am 9. November an die Auslöschung der jüdischen Gemeinde von Fulda. Später fand die Gedenkveranstaltung auf dem Platz der niedergebrannten Synagoge statt. Heute trägt der Park den Namen Jerusalemplatz. Er erhielt den Namen in der Zeit, als der damalige Oberbürgermeister Wolfgang Hamberger den Kontakt zur jüdischen Gemeinde Fuldas intensivierte und ausbaute.
1987 wurde das Gebäude Von-Schildeck-Straße 13, nach der Nutzung als städtische „Hilfsschule“, durch den Oberbürgermeister Hamberger wieder der jüdischen Gemeinde zur Nutzung übergeben. Es beherbergt heute das jüdische Kulturzentrum. Im ersten Stock ist die Synagoge untergebracht. Weiterhin sind in dem Gebäude ein Museum, eine Bibliothek und Gemeinderäume untergebracht.
2010 hat die Gemeinde 444 Mitglieder. Sie wird vom Kasseler Rabbiner betreut. Die Ausrichtung ist konservativ-orthodox.
Es wird Religionsunterricht für alle Schulklassen angeboten.

## Bekannte Rabbiner
- Meir ben Baruch ha-Levi (gestorben 1404), genannt Maharam Segal oder Maharam Sal (MaHaRaM מהר״ם ist Akronym von מורנו הרב רבי מאיר Morenu ha-Raw Rabbi Meir - unser Lehrer, der Gelehrte, Rabbi Meir; SegaL סג״ל ist Akronym von סגן לויה Segan Lewija - Vorsteher der Levitenschaft); 1. Hälfte des 14. Jahrhunderts in Fulda, später in Frankfurt, Nürnberg und seit 1392 in Wien
- David ben Isaak; 1565 bis 1588 in Fulda
- Ruben ben Salomon; bis 1598 in Fulda
- Isaak ben Elieser Lippmann Mise’a (Isaak von Fulda) (um 1529/30–1601/02); um 1594 bis 1601/02 in Fulda
- Naphtali (Herz; Hirz) ben David (oder: benElieser?) Bacharach; 1598 bis 1609 in Fulda
- Elia ben Mosche Loanz (1555 oder um 1564–1636), genannt Baal-Schem; 1604 bis 1609 in Fulda, später in Worms
- Aaron Samuel ben Mosche Schalom Kremenec (gestorben 1616); 1615 bis 1616 in Fulda
- Pinchas Hurwitz (Hurvir) (gestorben 1653); um 1620 in Fulda, später in Prag
- Meir ben Jakob ha-Kohen Schiff (um 1605–1644), genannt MaHaRaM; ab 1622 in Fulda
- Elieser Meschulam Sußmann ben Isaak Brilin (um 1594-um 1660), um 1653 in Fulda
- Meir Stern (vor 1661–1680)
- Moses Fulda; 1671 mit der Gemeinde vertrieben
- Jakob ben Mardochai; aus Fulda vertrieben, später in Schwerin
- Pinchas Isaak ben Naftali ha-Kohen (gestorben 1724), 1709 bis 1722 in Fulda, später in Kremsier
- Moses ben Naftali (Nathan) Heilbronn (gestorben 1777); 1762 bis 1776 in Fulda
- Joseph Joel (gestorben nach 1787), genannt Wiesbaden; ab 1777 in Fulda, Vater des Theologen und Reformpädagogen Joseph Johlson (1777–1851)
- Salomon ben Jehuda (Loeb) Wormser († 1806)
- Isaak (Seckel) Wormser (1769–1839); 1806 bis 1839 in Fulda
- Dr. Jakob Rosenberg (1806–1868); 1843 bis 1852 in Fulda, später in Groningen
- Dr. Samuel David Enoch (1814–1876); 1855 bis 1876 in Fulda
- Dr. Michael Cahn (ha-Kohen) (1847–1918 oder 1920); 1877 bis 1918 in Fulda
- Baruch Kunstadt (1884–1967); 1907 bis 1939 Rabbinatsassessor in Fulda, dann in Jerusalem, dort Mitbegründer der Talmudhochschule Kol Torah
- Dr. Leo Cahn (1889–1959); 1919 bis 1939 in Fulda

## Gemeindevorstand
- Roman Melamed, Bella Gusman, Alina Sardlischwili